# Trận Landeshut (1760)
Trận Landeshut là một trận chiến diễn ra vào ngày 23 tháng 6 năm 1760 trong cuộc Chiến tranh Bảy năm. Vua nước Phổ là Friedrich II Đại Đế giữ vững được tỉnh Silesia trong chiến dịch năm 1759, và chiến dịch năm 1760 mở ra với trận đánh Landeshut này. Landeshut vốn được trấn thủ bởi tướng Heinrich August de la Motte Fouqué, bạn thân của vua Friedrich II Đại Đế trong thập niên 1730. Quân Áo chiếm được Landeshut.
Trong trận này, một đạo quân Phổ gồm 12.000 binh sĩ dưới sự chỉ huy của Tướng Heinrich August de la Motte Fouqué chiến đấu với hơn 28.000 quân Áo dưới sự chỉ huy của Tướng Ernst Gideon von Laudon, nhà quân sự lỗi lạc nhất của quân đội Áo lúc đó. Quân Áo giành chiến thắng và bắt giữ tướng Heinrich August de la Motte Fouqué. Trong trận chiến, dù quân giặc mạnh hơn hẳn nhưng Fouqué vẫn đấu tranh tới cùng, và điều này thể hiện ông có lòng dũng cảm lớn lao chẳng khác chi quân sĩ La Mã cổ đại. Chỉ có lòng dũng cảm của ông mới an ủi được vua Friedrich II Đại Đế, khi nhà vua hay tin về chiến bại tại Landeshut.
Tuy chiến dịch năm 1760 mở đầu với chiến bại tại Landeshut, chiến dịch này trở thành một cuộc chinh chiến hiển hách của vua Friedrich II Đại Đế - một vị Đại Danh tướng trong lịch sử quân sự. Ông đánh tan tác quân Áo trong trận đánh tại Liegnitz vào tháng 8, và tại Torgau vào tháng 11 năm đó.